# كيت بالدوين
كاثرين «كيت» بالدوين (بالإنجليزية: Kate Baldwin)‏ (مواليد 2 مايو 1975) ممثلة ومغنية أمريكية عرفت بعملها في المسرح الموسيقي. حصلت على ترشيح لجائزة توني عن عملها في إحياء مسرحية قوس قزح فينيان في برودواي عام 2009..

## حياتها الشخصية

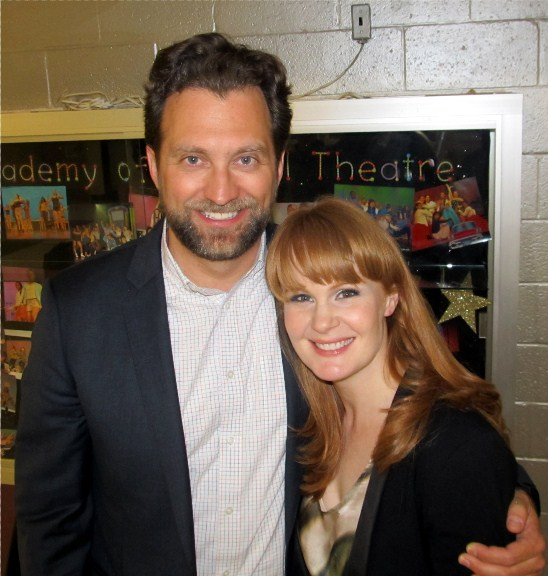
كيت بالدوين

تزوجت الممثل غراهام روات في 2 أكتوبر 2005، أنجبت في 19 أبريل، 2011 ولدً سمي كولن جيمس.

## روابط خارجية
- كيت بالدوين على موقع IMDb (الإنجليزية)
- كيت بالدوين على موقع ميوزك برينز (الإنجليزية)
- كيت بالدوين على موقع قاعدة بيانات برودواي على الإنترنت (الإنجليزية)
- Kate Baldwin at ToDoMusicales.com